# Trojka (fogat)

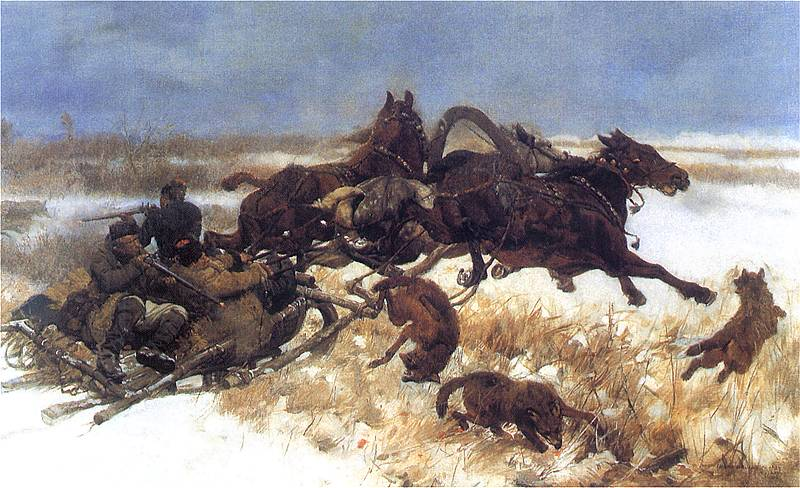
Trojka egy festményen

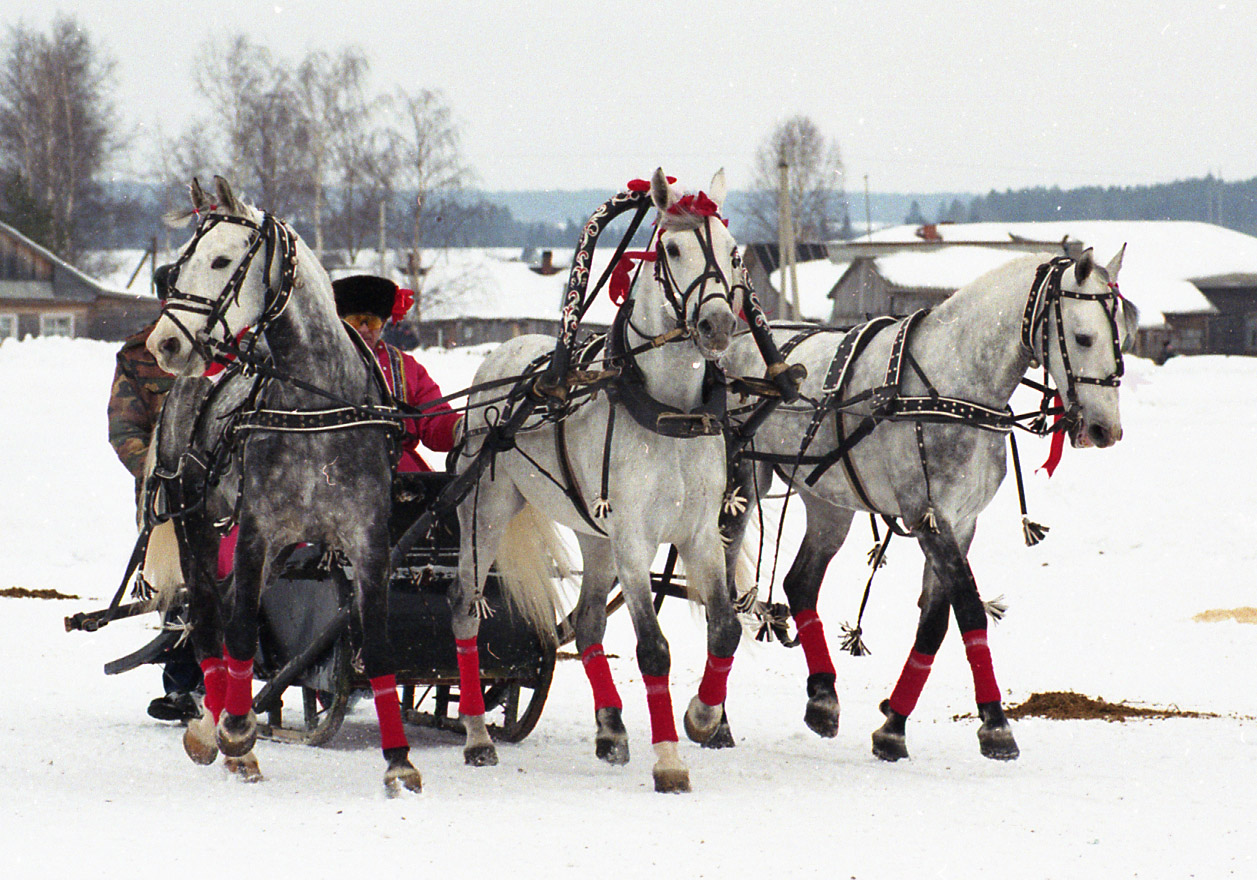
Trojka fogat szemből

A trojka ősi orosz fogatolási módszer. A trojkában, a világon egyedülállóan különböző jármódú lovakat fognak be egy kocsi vagy szán elé. A középső ló általában nagy termetű speciálisan edzett ügetőló, míg a két szélső lónak galoppoznia kell. Ezzel a fogat nagy, 40–50 km/órás sebességet is képes elérni és akár hosszabb időn keresztül tartani, mivel a lovak a speciálisan megosztott terhelés miatt kevésbé fáradnak.